# Second Mesa
Second Mesa statisztikai település az USA Arizona államában, Navajo megyében. Lakosainak száma 843 fő (2020. április 1.).

## Népesség
A település népességének változása:
| Lakosok száma | 814  | 962  | 843  |
|               | 2000 | 2010 | 2020 |